# Sea Grill
Sea Grill est un restaurant deux étoiles  Michelin situé au centre de Bruxelles, exploité depuis juillet 2010 par le chef Yves Mattagne.

## Étoiles Michelin
- 1991
- 1997

## Gault et Millau
- 18,5/20